# روبرت شيلينغ
روبرت شيلينغ (بالفرنسية: Robert Schilling)‏ هو باحث في تاريخ العصور الكلاسيكية ومؤرخ فرنسي، ولد في 17 أبريل 1913 في غابفيلار في فرنسا، وتوفي في 30 أكتوبر 2004 في ستراسبورغ في فرنسا.